# Фолк-музыка
Фолк-музыка (от англ. folk music «народная музыка») — жанр популярной музыки, который развился на основе народной музыки в середине XX века в результате феномена фолк-ривайвлов (возрождение интереса к народной музыке), когда народная музыка начала распространяться среди массовой аудитории. В этой связи его иногда называют «музыкой фолк-ривайвла». Наиболее активно развитие жанра происходило в США и Великобритании. Фолк-музыка также включает в себя различные поджанры, в том числе фолк-рок и электрик-фолк. Основным отличием фолк-музыки от народной музыки является отход от традиционного аутентичного звучания и тенденция к объединению культурных традиций разных народов.
В английском языке для отделения данного жанра от «настоящей» народной музыки, которую называют traditional folk music («традиционная народная музыка»), может применяться термин contemporary folk music («современная народная музыка» или «современная фолк-музыка»). Несмотря на отличия «традиционной» и «современной» разновидностей, они также часто обозначаются единым термином folk music, исполняются одними артистами и в рамках общих для обоих направлений тематических музыкальных фестивалей.

## История
Традиционно народная музыка исполнялась и была частью культуры различных сообществ (региональных, этнических, расовых) и не являлась продуктом специально сочинённым и спродюсированным для массового потребления. Однако в середине XX века в результате фолк-ривайвлов, она стала проникать в массовую культуру. В результате начали появляться сочетания народной и популярной музыки. Благодаря развитию радио и звукозаписи как сами музыканты, так и слушатели в Нью-Йорке могли познакомиться с региональной музыкой штатов Мексиканского залива, а жители Сиэтла — со скрипичными мелодиями и танцами региона Аппалачи.

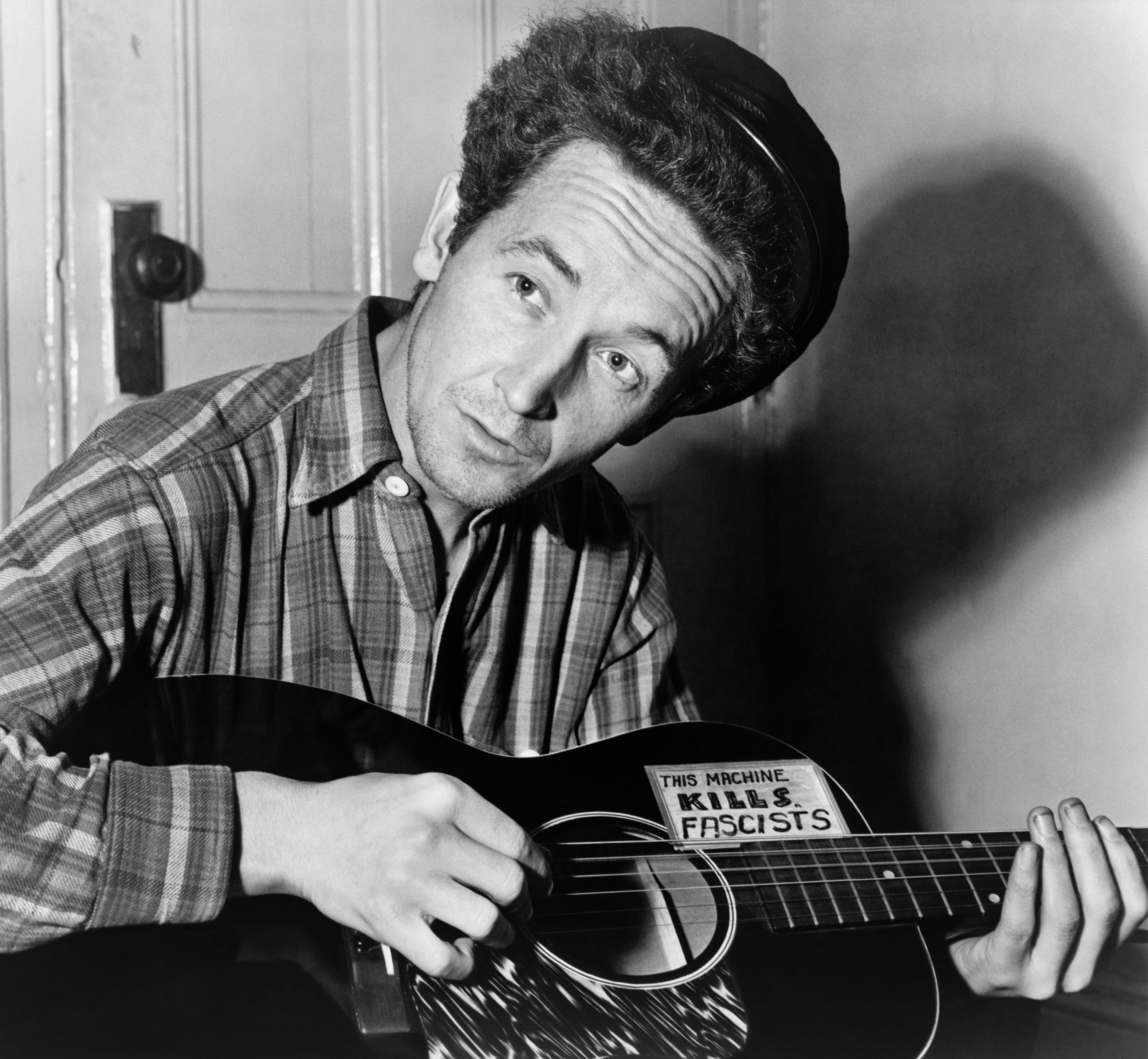
Вуди Гатри в 1943 году.

Одним из первых артистов, способствовавших распространению народной музыки среди массовой аудитории, был американский исполнитель Вуди Гатри, который пел народные песни в 1930-е и 1940-е годы. При этом часть песен также были написаны им самим. Среди друзей и последователей Гатри, известность получил собиратель фолклора, исполнитель и композитор Пит Сигер. Этот период подъёма интереса к американской народной музыке иногда называют первой волной американского фолк-ривайвла.
Народная музыка стала активно смешиваться с мейнстримовой поп-музыкой, когда зрелого возраста достигли представители поколения бэби-бумеров — люди, рождённые после Второй мировой войны — многие из которых выросли, слушая сборники музыкального фольклора вроде Антологии американской фолк-музыки. Этот подъём интереса к народной музыке в США в конце 1950-х — начале 1960-х годов иногда называется второй волной американского фолк-ривайвла. Порожденная фолк-ривайвлом музыка, по своей природе была популярной музыкой, но с осмысленными текстами песен на социальную тематику.
Так в середине XX века в процессе возрождения интереса американцев к «народной, деревенской» музыке развился одноимённый жанр популярной музыки — фолк-музыка (англ. folk music — «народная музыка»). Одним из первых известных исполнителей американского фолка стал певец и композитор Боб Дилан. Он продемонстрировал, как можно сочинять современные песни, опираясь на элементы «деревенской» музыки, но при этом освещать в них характерные события и нравы текущего времени. В популярной прессе Дилан и его современники и соратники по творчеству, такие как Джуди Коллинз, Том Раш, Джоан Баэз, Фил Оукс и многие другие были названы «народными музыкантами», хотя серьёзные фолклористы не считали их песни традиционными народными. В итоге в США образ автора-исполнителя, бренчащего на гитаре и поющего гнусавым голосом песни на злободневные темы, сформировал распространённое стереотипное представлением о том, что такое американская «народная музыка».

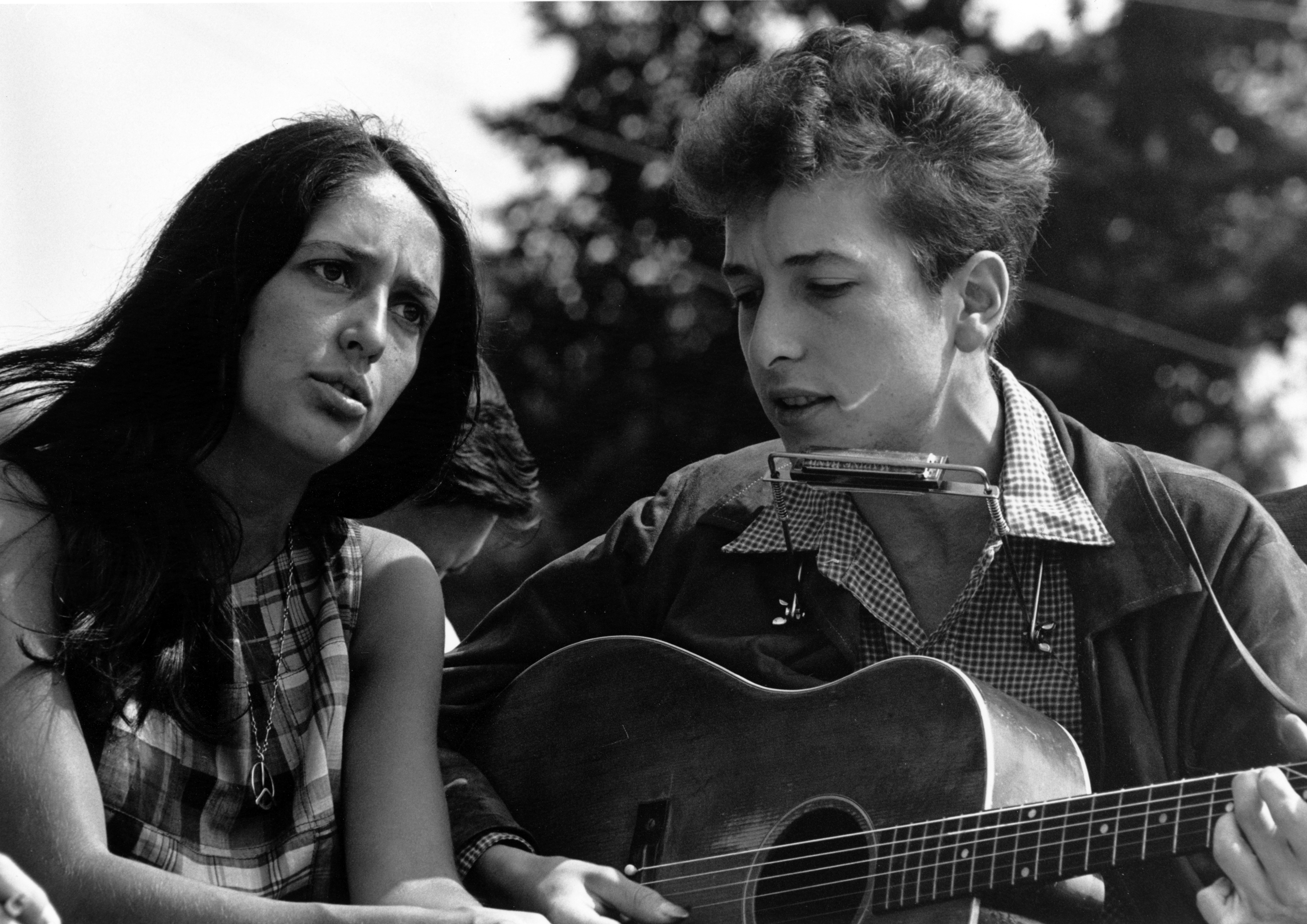
Джоан Баэз и Боб Дилан в 1963 году.

На Западе пик популярности фолк-музыки пришелся на середину 1960-х годов, когда на эстраде появились такие авторы-исполнители как Ричи Хейвенс, Джони Митчелл, Мелани, а также самые разные группы, использовавшие в своих композициях элементы народной музыки. Классическим примером такой музыки может служить песня дуэта Simon & Garfunkel «El Condor Pasa». Для фолк-музыки того периода был характерен социальный подтекст песен. В течение короткого периода (примерно с 1958 по 1965 год) такая музыка занимала высокие места в музыкальных поп-чартах США и Британии. Хиты были в основном созданы не «народом», а музыкантами-профессионалами или полупрофессионалами, а песни часто представляли собой «разбавленные» современными элементами народные песни или стилизованные под них композиции собственного сочинения.
Период с середины 1960-х до начала 1970-х годов был связан с большими изменениями в музыке, политике и образе жизни. В фолк-музыке происходило развитие и диверсификация. Основные изменения коснулись наиболее признанных исполнителей, таких как Боб Дилан, Джоан Баэз, Джуди Коллинз, The Seekers и Peter, Paul and Mary и выражались в создании ими новых смешанных стилей с рок- и поп-музыкой. Канадские исполнители Гордон Лайтфут, Леонард Коэн, Брюс Кокбёрн и Джони Митчелл также перешли на смешанные стили и пользовались большой популярностью в США. Всё это привело к тому, что в рамках фолк-музыки начали выделяться поджанры и гибридные стили — фолк-рок, электрик-фолк и многие другие.
За пределами США так называемое «фолк-возрождение» затронуло в первую очередь Канаду и Великобританию, а также Ирландию. В Великобритании интерес к народной музыке породил поколение авторов-исполнителей, таких как Донован, Берт Дженш, Ральф Мактелл и Рой Харпер, достигших успеха в 1960-х годах. В Канаде появились всемирно успешные Гордон Лайтфут, Леонард Коэн, Джони Митчелл и Баффи Сент-Мари.
Вскоре фолк-музыка стала стилистически более разнообразной. В этот период фолк-композиции стали исполняться не только на английском, а и в разных странах на своих языках. Наряду с современными социальными вопросами в песнях всё чаще было обращение к прошлому, в особенности Средневековому. Определённую роль в этом сыграл набиравший популярность литературный жанр фэнтези.
Во Франции одной из первых фолк-групп стала парижская Los Incas (1956), которая стала использовать южноамериканские индейские инструменты, такие как кена и чаранго. В 1958 году аргентинским музыкантом Рикардо Галеацци создаётся группа Achalay, которая одна из первых исполняла гитарную версию мелодии El Condor Pasa.
В Нидерландах фолк-движение начало развиваться с 1970-х годах. Нидерландский фолк стал исполняться также в Бельгии.
В Западной и Восточной Германиях фолк-музыка стала исполняться в 1960—1970-х годах. Вместе с тем настоящее развитие немецкий фолк получил уже в следующие десятилетия. Многие немецкие группы исполняют главным образом тяжёлый фолк, основанный на таких хард-року и метале (Фолк-метал). Некоторые группы исполняют песни на нововерхненемецком, древне- и средневерхненемецком языках. примерно в середине 1980-х годов возникает австрийская фолк-музыка.
Швейцарская фолк-музыка становится известной главным образом с 2000-х годов. Здесь появляются композиции на вымершем галльском языке, исполняемые под кельтский фолк-метал (см. «Eluveitie»).
Скандинавская фолк-музыка начинается с образования в 1980 году в США группы «Manowar», играющей в жанре хеви-метал. Затем в Швеции появились коллективы, которые продолжили исполнять песни на темы скандинавской мифологии. Их стиль получил названия викинг-рока и викинг-метала.
Западнороманский фолк начинается с 1960-х годов. Для него характерны иные мотивы, нежели, например, для германского или кельтского фолка. Это объясняется особенностями истории стран и народов: многие из них сложились уже в государственный христианский период раннего Средневековья и, кроме того, многие из западнороманских народов в Средние века испытали арабское влияние.
Греческие музыканты стали обращение к фольклору и музыкальному наследию Византии ещё в 1940-х годах. Характерным жанром греческой музыки является так называемая лаика. Особенно популярной она стала с 1960-х годов, и затем она разделилась на множество поджанров.

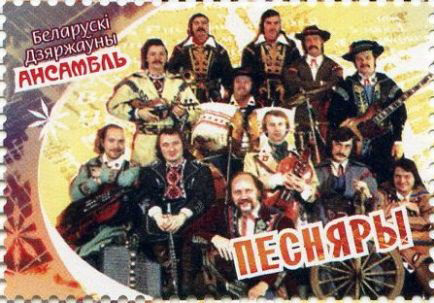
«Песняры» — один из первых советских ансамблей, исполняющих фолк-музыку

В конце 1960-х — начале 1970-х годов появляются советские фолк-исполнители. Самыми известными музыкантами в этом стиле был белорусский ансамбль «Песняры», созданный в 1969 году. Также в этом направлении работали вокально-инструментальные ансамбли «Сябры», «Верасы», «Ариэль» с их популярной «Порушкой-Параней», певица с молдавскими корнями София Ротару, украинский фолк-коллектив «Трио Маренич». В 1980-е годы появляются группы «Калинов мост», «Седьмая вода» (Россия), «Iļģi», «Jauns Mēness» (Латвия); в конце 1980-х начинает свою музыкальную карьеру певица Инна Желанная.
Для обозначения многообразия популярной музыки, которая возникла во время и после ривайвлов и стала повсеместно называться «народной» (хотя в классическом понимании таковой не являлась), в английском языке был введен термин contemporary folk music («современная народная музыка»). Непосредственно народную музыку стали называть traditional folk music («традиционная народная музыка»). Тем не менее несмотря на очевидные отличия между «традиционной» и «современной» разновидностями, они часто обозначаются единым термином folk music, исполняются одними артистами; музыкальные мероприятия, посвященные «народной» музыке, зачастую являются общими для обоих направлений; даже отдельные песни могут сочетать в себе элементы как той, так и другой музыки.

## Стили

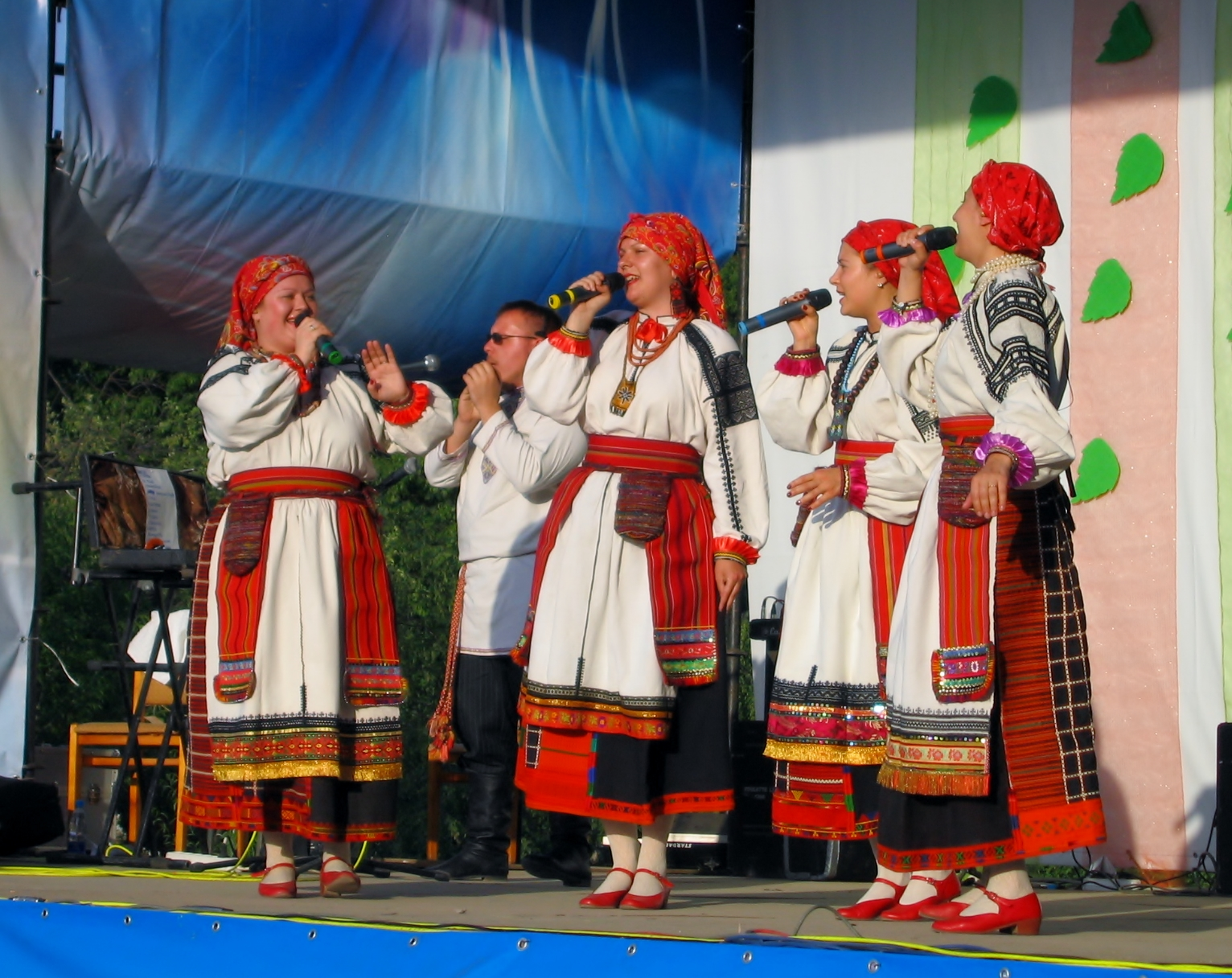
Российская фолк-группа «Иван Купала». На премиях «Овация» 1999 и 2000 года группа выигрывала в номинации «Фолк-группа года».

Современная фолк-музыка вбирает в себя широкое разнообразие стилей, возникших в XX веке на основе традиционной народной музыки. Такими стилями являются:
- альтернативный фолк — более энергичное и агрессивное звучание с альтернативной, не характерной для традиционного фолка, тематикой[21];
  - антифолк — экспериментальный стиль фолка, вдохновлённой панк-движением[22];
  - неофолк — появился в середине 1980-х на постиндастриал-сцене, привнеся в фолк-музыку мрачную, а иногда и воинственную атмосферу;
- американский примитивизм[англ.] — стиль, в котором смешиваются авангардные и неоклассические композиции с традиционной для кантри-блюза техникой игры на гитаре;
- инди-фолк — сочетает в себе мелодичность инди-попа и инди-рока с акустическим звучанием современного фолка и его подходом к написанию песен[23];
- кантри-фолк[англ.] — стиль, совмещающий фолк с элементами кантри-рока, используя в том числе инструменты блюграсса;
- неотрадиционный фолк — стиль, обозначающий фолк-ривайвл варианта конца 1990-х, подражающий музыке, исполненной на старый/традиционный манер[24];
- менестрельская песня — стиль фолк-музыки, родившийся в ролевом сообществе, сочетающий в себе средневековое менестрельское искусство и фэнтезийную тематику;
- новая акустика[англ.] — стиль фолка, также совмещающий элементы блюграсса и джаза, с использованием исключительно акустических инструментов, появился в 1970-х[25];
- поп-фолк — смешивает современный фолк со стилем поп-музыки, наиболее популярным в конце 1960-х — начале 1970-х годов, под влиянием современного фолк-рока[26];
- прогрессив-фолк — стиль, в котором используются различные музыкальные и культурные источники, от джаза до средневековой музыки и различных региональных музыкальных традиций, для преобразования традиционных акустических песенных форм в новые[27];
- психоделический фолк — стиль, совмещающий акустическую форма фолка, с атмосферой, присущей психоделической музыке;
  - фрик-фолк[англ.]* — стиль, выросший из психоделического фолка в конце 1990-х во время движения New Weird America, отличающийся стилем вокала, часто очень интенсивным, абстрактным и экспрессивным;
  - фри-фолк — форма психоделического фолка, возникшая в 1970-х годах, характерная неординарной структурой композиций, часто с использованием повторений, импровизаций и продолжительной длительности[28];
- скиффл — стиль, появившийся в Чикаго в 1920-х годах, основанный на кантри-блюзе и джазе, и особенно на музыке южных джаг-бэндов;
- фолк-барокко[англ.] — характеризуется специфичной техникой игры на гитаре, смешивая элементы американского фолка, блюза, джаза и регтайма, появился в Британии в 1960-х;
- фолк-джаз — смесь традиционного фолка и элементами джаза;
- фолк-рок — рок-музыка, сочинённая под влиянием фолка, где используются акустические инструменты и относительно простые аранжировки; берет своё начало в американском движении современного фолка 1960-х годов[29];
  - электрик-фолк (также британский фолк-рок) — разновидность фолк-рока, разработанная в конце 1960-х годов в Англии на основе американского фолк-рока и отличающаяся использованием электронной гитары, бас-гитары и характерных музыкальных приёмах игры на этих инструментах;
  - келтик-рок — поджанр фолк-рока и форма келтик-фьюжна, включающая мелодии и инструменты кельтской музыки в контексте рок-музыки;
  - мидивал-фолк-рок — фолк-рок с использованием средневековых мелодий и инструментов;
  - фолк-панк — стиль панк-музыки, находящийся под влиянием различных форм фолка, традиционного или современного, а также фолк-рока;
  - фолк-метал — преимущественно европейский стиль метала, вдохновленный различными видами европейской народной музыкой.

### Родственные стили
Следующие стили не являются прямыми подвидами фолка, но были отчасти вдохновлены им:
- этно-электроника — различные варианты совмещения электронной музыки с региональной народной музыкой;
  - турбо-фолк — балканский жанр, совмещающий местную народную музыку с синти-попом;
  - фолктроника — стиль электронной музыки, совмещающий электронику с акустическими инструментами фолк-музыки, вместе с элементами, присущими глитч-музыке.